# Zbigniew Gluza
Zbigniew Grzegorz Gluza (ur. 7 kwietnia 1955 w Warszawie) – polski dziennikarz, redaktor i wydawca, twórca Ośrodka Karta, działacz opozycji w okresie PRL.

## Życiorys
W 1979 ukończył studia na Wydziale Elektrycznym Politechniki Warszawskiej. Po studiach podjął pracę redaktora w miesięczniku „Informatyka”, w 1984 współtworzył pierwsze w Polsce czasopismo poświęcone mikrokomputerom (w postaci dodatku „Mikroklan”).
W 1980 został członkiem Niezależnego Samorządnego Związku Zawodowego „Solidarność”. W 1981 przygotowywał jako redaktor naczelny nowe niezależne pismo społeczne „Odmowa”, którego pierwszy numer miał ukazać się pod koniec grudnia tegoż roku. Rozpoczęcie wydawania tego periodyku zostało uniemożliwione przez wprowadzenie stanu wojennego. 4 stycznia 1982 Zbigniew Gluza wraz z grupą przyjaciół (w tym późniejszą żoną Alicją Wancerz) utworzył podziemną gazetkę „Karta”, która później przekształciła się w książkowy almanach poświęcony tematyce wolności w świecie dyktatur – kwartalnik „Karta”. Zbigniew Gluza pełnił funkcję jej redaktora naczelnego.
W czasie studiów działał w środowisku teatru alternatywnego, w 1982 opublikował w drugim obiegu Ósmy dzień, dokumentalną monografię Teatru Ósmego Dnia. W podziemiu opublikował także autorskie książki Epizod – dziennik zamknięcia (Przedświt, 1988) oraz jako redaktor prowadzący W stanie (Przedświt, 1984) i Polityczni (Przedświt, 1988).
Za prowadzoną działalność w marcu 1985 został tymczasowo aresztowany, następnie skazany, zwolniono go we wrześniu tegoż roku. Utracił wówczas zatrudnienie w redakcji „Informatyki”. W latach 1986–1990 pracował jako redaktor w Polskim Towarzystwie Psychologicznym. W 1987 był inicjatorem niezależnego ogólnopolskiego Archiwum Wschodniego, zajmującego się dokumentowaniem dwudziestowiecznej, w tym przemilczanej w okresie komunistycznym, historii Polski i Europy Wschodniej.
Po 1989 inicjator, a następnie prezes dwóch fundacji (Fundacji Archiwum Wschodniego i Fundacji Karta), połączonych następnie w Fundację Ośrodka Karta prowadzącą Ośrodek Karta. Od 1990 jest redaktorem naczelnym kwartalnika historycznego „Karta”. Jest inicjatorem programów, takich jak „Wspólne Miejsce – Europa Wschodnia”, „Indeks Represjonowanych” czy „Straty osobowe i ofiary represji pod okupacją niemiecką”, pomysłodawcą słowników biograficznych opozycjonistów i dysydentów, współinicjatorem Domu Spotkań z Historią i przewodniczącym jego rady programowej (od 2006), współzałożycielem Rady Archiwów Społecznych. Powołany w skład kolegium programowo-historycznego Europejskiego Centrum Solidarności w Gdańsku oraz Rady Archiwalnej przy Naczelnym Dyrektorze Archiwów Państwowych (2013–2015), a także na przewodniczącego Komitetu Ogrodu Sprawiedliwych w Warszawie (od 2014). Jako redaktor naczelny wydawnictwa Karta zajął się również prowadzeniem serii wydawniczych w tym albumów najważniejszych wydarzeń Polski w XX wieku, a także książek wspomnieniowych wydawanych w seriach Świadectwa i Żydzi polscy. Autor i współautor kilkudziesięciu wystaw, m.in. Oblicza totalitaryzmu, Dni „Solidarności”, Bramy wolności. Od „Solidarności” do zjednoczenia Niemiec, Koniec Jałty.

## Życie prywatne
Jest żonaty z Alicją Wancerz-Gluzą. Mają córkę Martynę.

## Odznaczenia i wyróżnienia
W 2011 odznaczony przez prezydenta Bronisława Komorowskiego Krzyżem Komandorskim Orderu Odrodzenia Polski. W 2019 odznaczony przez prezydenta Andrzeja Dudę Medalem Stulecia Odzyskanej Niepodległości.
W 1986 wyróżniony nagrodą przyznawaną przez Polcul Foundation. Otrzymał także przyznawany przez redakcję „Tygodnika Powszechnego” Medal św. Jerzego (2001), Nagrodę „Rzeczpospolitej” im. Jerzego Giedroycia (2002) oraz Medal „10 lat Instytutu Pamięci Narodowej” (2010). W 2012 otrzymał wraz z żoną Alicją Nagrodę Miasta Stołecznego Warszawy. Wyróżniony nagrodą „Joseph Conrad Literature Medal” przez Instytut Józefa Piłsudskiego w Ameryce (2013). W 2016 Zbigniew Gluza i Alicja Wancerz-Gluza otrzymali Nagrodę Jaromíra Šavrdy, przyznawaną przez działające w Czechach stowarzyszenie obywatelskiej PANT i nadawaną osobom aktywnie działającym na rzecz szerzenia prawdy o okresie komunizmu.